# Тисяча островів (соус)

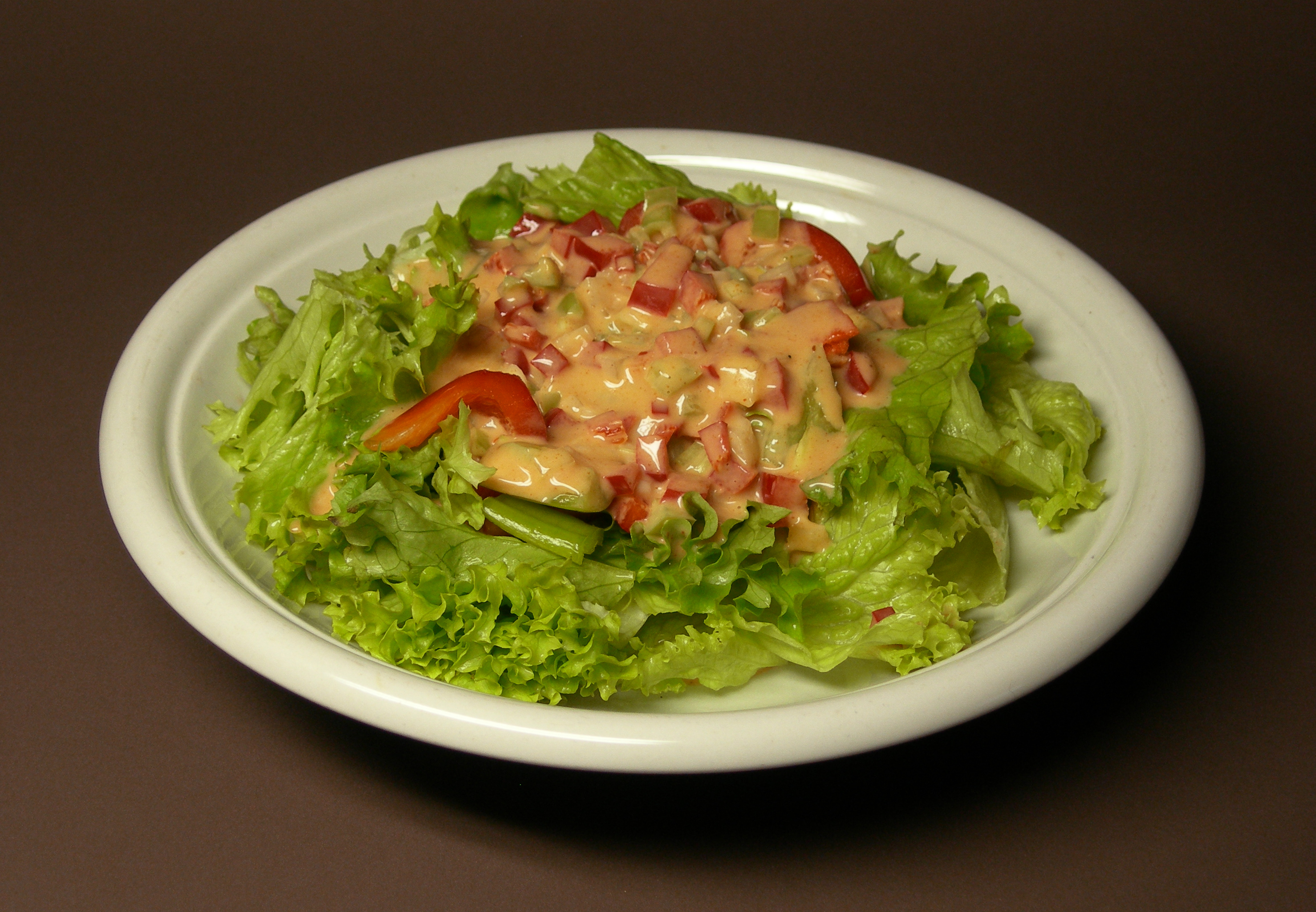
Салат з соусом «Тисяча островів»

«Ти́сяча острові́в» (англ. Thousand Island dressing) — класичний соус для салатів в американській кухні. У його склад входить майонез, кетчуп або томатна паста і дрібно рубаний червоний і зелений солодкий перець. Як прянощі використовується мелений червоний перець і соус чилі (наприклад, «Табаско»). Також додаються дрібно рубані пікулі, цибуля, оливки і зварене круто яйце. В американській кухні соусом «Тисяча островів» сервірують не тільки овочеві салати, a й гамбургери.
Своєю назвою соус зобов'язаний місцевості Тисяча островів (Thousand Islands), де він вперше був поданий в одному з місцевих готелів. Широку популярність соус «Тисяча островів» знайшов, потрапивши в меню чиказького готелю «Вальдорф-Асторія» A 1959 National Geographic article states, «Thousand Island Dressing was reportedly developed by Boldt's chef.».

## Використання соусу

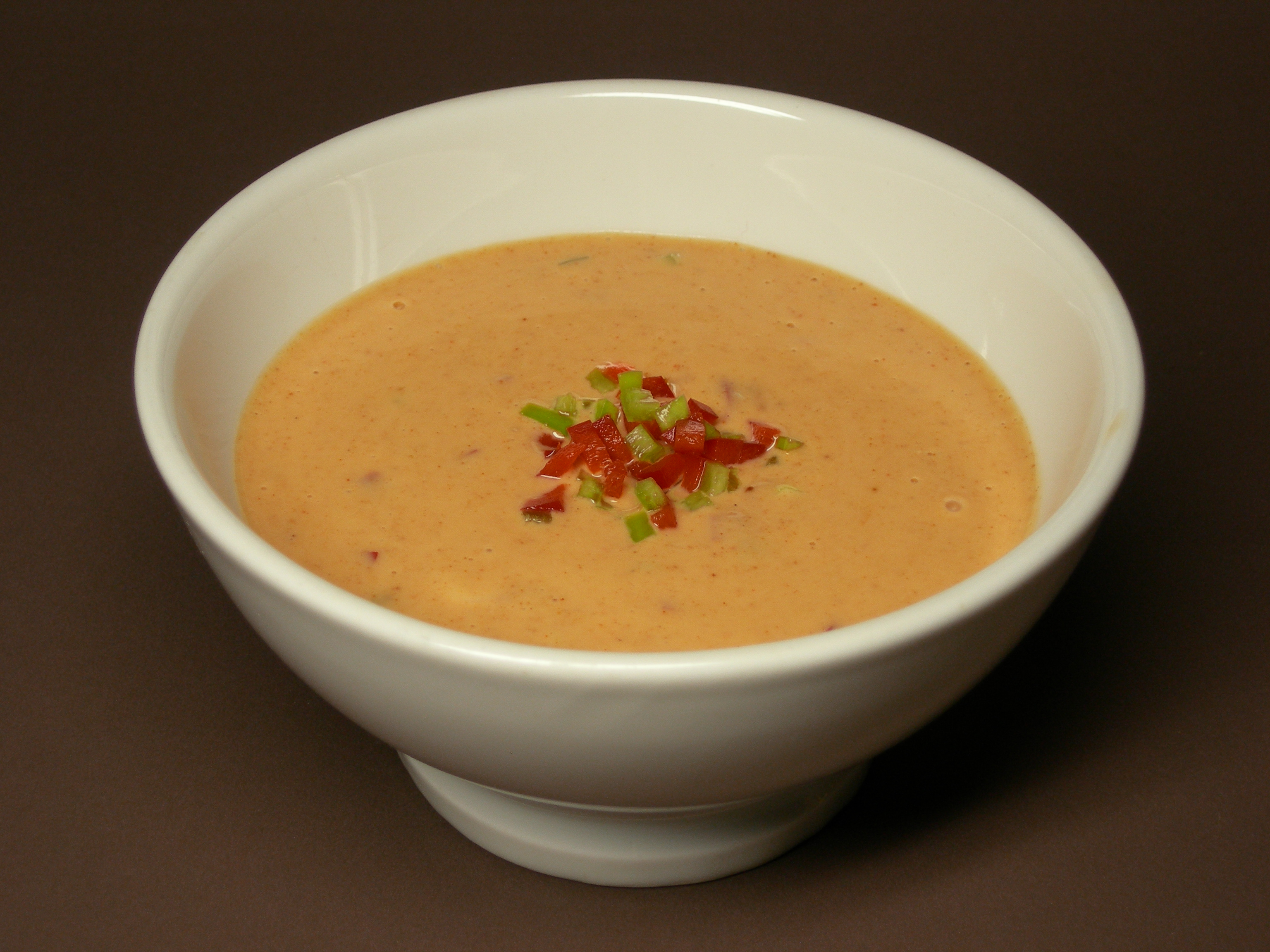
Соус «Тисяча островів» використовується як занурення соусом дипом.

У 1950 роках соус «Тисяча островів» став стандартною приправою, яку використовували на бутерброди і салати. Він широко використовується в ресторанах швидкого харчування і столових в Америці. Соус «Тисяча островів» також часто використовується як інгредієнт у сендвіч Рубена.
За словами «Сари Дж. Гім» (англ. Gim Sarah J. Gim) з «Гофінгтон Пост» (англ. Huffington Post): «Багато людей вважають, що спеціальний соус, що використовується на Макдональдс Біг-Мак це просто соус Тисячі Островів, але насправді він солодший і має дещо інший смак.»